# AG Vespa
AG Vespa (Vastgoed En StadsProjecten Antwerpen) is het autonoom gemeentebedrijf voor vastgoedbeheer en stadsprojecten van de stad Antwerpen.
Het gemeentebedrijf werd eind 2002 opgericht om het stadspatrimonium vlotter te valoriseren en grote stedelijke vernieuwingsprojecten en complexe stadsprojecten te realiseren via publiek-private samenwerking.
AG Vespa heeft een raad van bestuur, een directieteam en een directiecomité. Schepen Koen Kennis is anno 2025 voorzitter van de raad van bestuur.

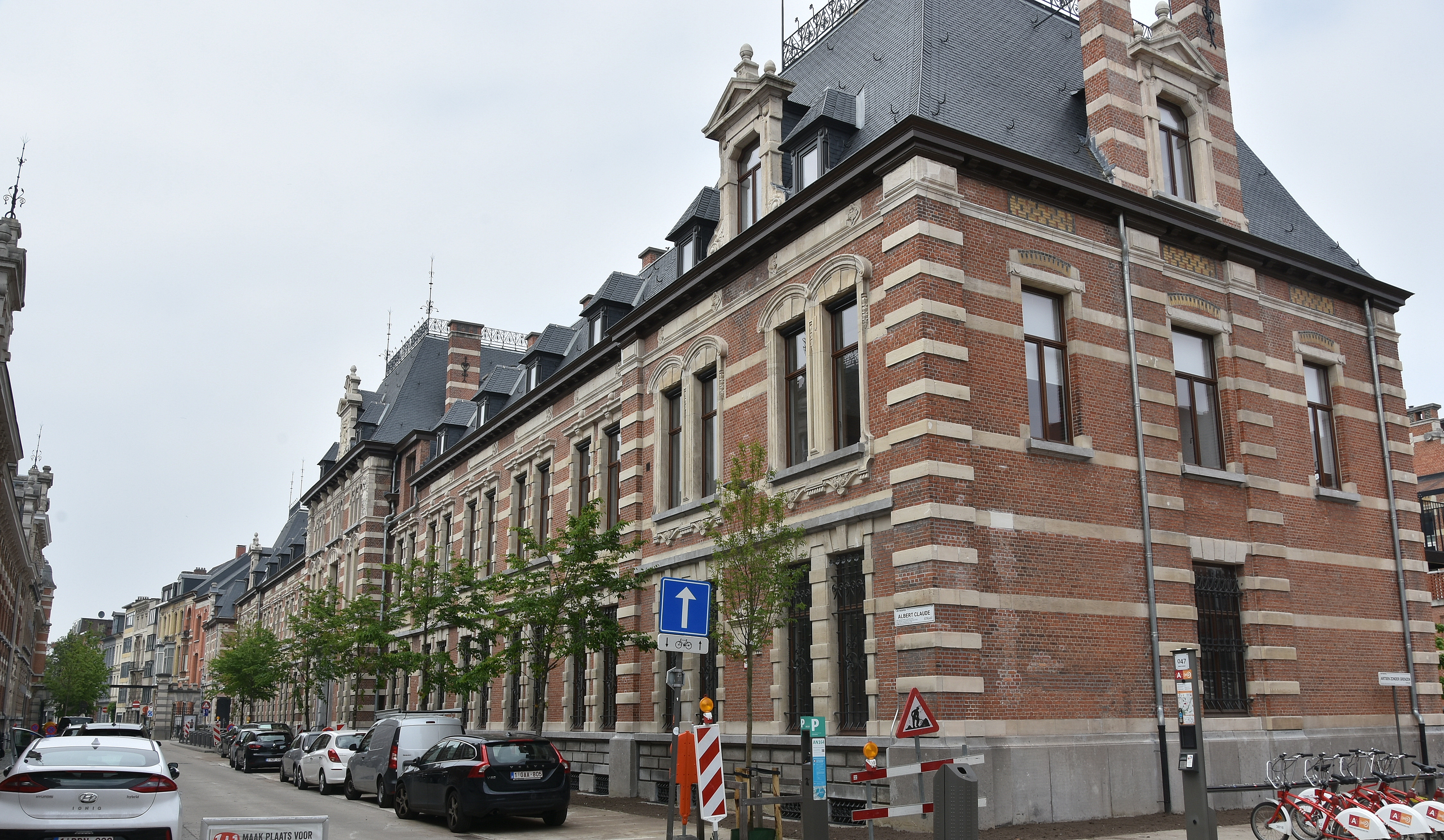
Hoofdkantoor van AG Vespa aan 't Groen Kwartier

Het hoofdkantoor ligt aan 't Groen Kwartier (Paradeplein).
AG Vespa was onder meer bouwheer van de renovatie en uitbreiding van Het Steen in 2018-2021 en de restauratie van het Stadhuis van Antwerpen in 2018-2022. Het coördineert de heraanleg van de Scheldekaaien en de Zuiderdokken.